# گلیم سیستان
گلیم یا شال سیستان را می‌توان یکی از شایع‌ترین رشته‌های صنایع دستی در سیستان برشمرد به طوری‌که شهرتی جهانی دارد؛ گواه این ادعا وجود تکه پارچه‌های دست بافت کشف شده در شهر سوخته است که افزون بر پنج هزار سال قدمت دارد.
در مسیر هنر پارچه‌بافی آنچه از هزاره‌های قبل از میلاد تاکنون مشخص و مشهور است خودکفایی مردم سیستان در تولید مواد اولیه صنایع مختلف به‌خصوص پارچه‌بافی بوده آن‌چنان که تا همین سده اخیر تمام مراحل تهیه و تولید پارچه توسط خود مردم و خانواده‌ها یعنی از مرحله کاشت و برداشت پنبه یا تهیه پشم و موی دام گرفته تا ریسندگی و آماده‌سازی آنها که همه با ابزار سنتی و ویژه انجام می‌شده‌است.

## پیشینه تاریخی
آنچه که در تاریخ آمده اینست که آمدن سکاها به سیستان فصلی تازه و تاریخی در حوزه تمدن خیز حوزه هیرمند و سرزمین زرنکای نامبرده شده در کتیبه‌های هخامنشیان ایجاد کرده‌است.
افزون بر اثرگذاری های سیاسی درزمینه های اقتصادی، اجتماعی و فرهنگی نیز این جابجایی در این منطقه صورت گرفت کمترین چیزی که امروز می‌توانیم بگوییم این است که بافت‌های منطقه تحت تأثیر هنر سکاها دستخوش دگرگونی های فراوانی شد.
قالی، شال و نمد و انواع پارچه‌های تولیدی در این حوزه در شکل و محتوا دچار تغییراتی گردید که به نوعی سرفصل در این دست بافته‌ها محسوب می‌شود. برای مثال ایجاد گره سکایی در بافت فرش و شال(گلیم) در بافت این گونه‌ها پیشرفتی ویژه است.
در نخستین نوشته‌های اسلامی سیستان مکان تولید بهترین بافت‌های ابریشمی و پشمی توصیف شده‌است. برمبنای برخی از متون ابریشم در سیستان حتی تا سده‌های گذشته علی‌رغم حضور مخرب استعمار انگلیس در منطقه هنوز وجود داشته و روستاهای چلنگ، سدکی و دادی بر مبنای گزارش ذوالفقار کرمانی در کتاب جغرافیای نیمروز، تولید ابریشم داشته‌اند که علاوه بر استفاده درتولید دست بافته‌ها در تزیینات لباس مردان و زنان و انواع گلدوزی، دستمال، دست بقچه و… استفاده می‌شده‌است.
آثار باستان‌شناسی نشان از رونق سیستان در دوره اشکانی و ساسانی دارد که در این دو دوره یکی از بالاترین ارقام مالیات را می‌پرداخته‌است یعنی از آبادترین و پرتولیدترین نقاط ایران بوده اگرچه ازاین دو دوره بافته سیستانی به دست نیامده اما شهرت بافته‌های سیستان در دوره اسلامی نشان از یک هنر پرسابقه و کهن دارد.
از نظر شهرت از شال و قالی سیستان درکنار بافت‌های فارس و طبرستان یاد می‌شود. غلات، ابریشم و چهارپایان سیستان نیز بسیار معروف بوده‌اند و ثروت آن توجه تمام پادشاهان و دستگاه خلافت را بر می‌انگیخت.

## شال سیستان (گلیم)
وجود واژه‌های گفتاری بجامانده در فرهنگ عامیانه مردم سیستان در صنعت بافت و تزیینات وابسته به آن بیانگر زایش‌ها و خلاقیت‌هایی است که ریشه در تکاپوهای محلی دارد و از جایی وارد نگردیده است.

## در باورهای سیستانی‌ها
شال یا گلیم در سیستان به شال مرگ و زِند شهره است. بدین معنا که نوع کاربری و شکل ویژه آن در این نامگذاری اثر بخش بوده‌است.
یکی از کاربردهای مهم شال، استفاده از آن به عنوان زیرانداز است که در انواع مجلسی و بزرگ آن دوتخته که بعضاً تا ۱۵ تا ۲۰ متر طول نیز می‌رسیده بافته می‌شده و برای مجالس سور و سوگ از آن استفاده می‌شده‌است. به همین دلیل شال در باورهای مردم نوعی قداست و پاکیزگی پیدا کرده به گونه ای که " شال " زیرانداز ویژه حل اختلافات اجتماعی در سیستان است و به نوعی حریم امن و به سنت سیستان " میار " و " پناهگاه " نیز هست.

## نقوش
شال دارای نقوش هندسی جادویی و اعجاب انگیزیست که به آنها مهر گفته می‌شود نقوشی بیانگر تفکر کاملاً خلاق و انتزاعی با نگاهی کاملاً مدرن و خاص به طبیعت و قدرت اجرایی ما فوق تصور.

## کاربرد
از هنر شال بافی در تولید زیرانداز، پشتی، سفرهای آرد و نان، خورجین وغیره استفاده می‌شده‌است و برای تزئین آن از صدف (کُچک)، منگوله و سنگ‌های زینتی نیز استفاده می‌شود.